# Hulladékhasznosítást koordináló szervezetek
A hulladékhasznosítást koordináló szervezetek tevékenységének köszönhetően az elmúlt hat évben hazánkban is kiépült az a hulladékhasznosítási rendszer, amely lehetővé teszi az Unió által meghatározott hasznosítási kötelezettségek teljesítését.
A hulladékhasznosítást koordináló cégeket a csomagolási környezetvédelmi termékdíj fizetésére kötelezett gazdálkodók környezetvédelmi irányelvekben és jogszabályban rögzített visszagyűjtési kötelezettségének teljesítésére hozták létre. A vonatkozó jogszabályok szerint a csomagolási hulladék kezelésének korábban államra háruló költségei áthárulnak a magánszektorra, és a vonatkozó rendelet átruházza a begyűjtés, a szétválogatás, és újrahasznosítás költségeit a gyártó cégekre. A koordináló szervezetek környezetvédelmi licencdíj fejében átvállalják a termékdíj fizetésre kötelezett vállalatok meghatározott feladatait, amelyek ezáltal mentesülnek a termékdíj fizetési kötelezettség alól. A licencdíj jelenleg a termékdíjnak megközelítőleg fele. Koordináló szervezethez történő csatlakozás esetén a csomagolási hulladék kibocsátásához kapcsolódó adók kb. 50% százalékkal csökkenthetők.
A termékdíj fizetésére kötelezettek szabadon csatlakozhatnak bármely koordináló szervezethez. A jogalkotóknak a környezetvédelmi termékdíj bevezetésével két fő célkitűzése volt. Az adónem egyfelől a természeti erőforrásokkal való takarékos gazdálkodásra ösztönzi a gazdasági szereplőket, másrészről olyan plusz bevételforrás az államkassza számára, amelyet a környezet terheltségének enyhítésére lehet fordítani. Ennek a mechanizmusnak köszönhetően évről évre nő a visszagyűjtött és újrahasznosított csomagolási hulladék mennyisége.
Jelenleg Magyarországon hét csomagolási hulladékhasznosítási szervezte közül lehet választani:
- ÖKO-Pack Nonprofit Kft.
- Cseber Csomagolóeszköz Begyűjtési Rendszer Kht
- EKO-PUNKT Csomagolási Hulladékok Kezelését Koordináló Nonprofit Kft.
- ÖKO-Ferr Hulladékkezelést Koordináló Kht.
- ÖKO-HUNGÁRIA Hulladékgazdálkodási Nonprofit Kft.
- ÖKO-Kord Országos Nonprofit Kft.
- ÖKO-PANNON Kht.

Kötelezettek köre
a) a belföldi előállítású termékdíj-köteles termék első belföldi forgalomba hozója vagy saját célú felhasználója;
b) reklámhordozó papír, kenőanyagok esetén az első forgalomba hozó első vevője
c) közösségen belüli behozatal esetén a termékdíj-kötelezett termék első belföldi forgalomba hozója vagy saját célú felhasználója
d) nem közösségi termékdíj-köteles termék importja esetén a vámjogszabályok szerinti vámadós
e) kereskedelmi (ital-) csomagolás első belföldi forgalomba hozójának első továbbforgalmazó vevője

## A jogszabályi háttér
A termékdíj-fizetéssel kapcsolatos kötelezettségeket az alábbi jogszabályok határozzák meg:
- A környezetvédelmi termékdíjról, továbbá egyes termékek környezetvédelmi termékdíjáról szóló 1995. évi LVI. törvény: A termékdíj-törvény meghatározza a kötelezettek körét, a termékek körét, a fizetési feltételeket, és termékdíj mértékét, valamint annak számítási módját.

- A környezetvédelmi termékdíjról, továbbá egyes termékek környezetvédelmi termékdíjáról szóló 1995. évi LVI. törvény végrehajtásáról szóló 10/1995. (IX. 28.) KTM rendelet

- A környezetvédelmi termékdíj-mentesség, a termékdíj visszaigénylésének és átvállalásának, valamint a használt gumiabroncs behozatalának feltételeiről szóló 53/2003. (IV.11) kormányrendelet: A kormányrendelet és miniszteri rendelet elsősorban a díjfizetéssel kapcsolatos eljárási és adminisztrációs teendőket határozzák meg.

A termékdíjjal kapcsolatos jogszabályok mindegyike 2008. január 1-jei hatálybalépéssel módosult. Mindez jelentősen megváltoztatta a korábbi eljárási rendet. A rendelet a VPOP-t határozza meg eljáró hatóságként, tehát a termék-díjat a vállalatok közvetlenül a VPOP felé jelentik be és fizetik.